# نیو وورد استیج
نیو وورد استیج (انگلیسی: New World Stages) یک مجموعه تئاتر در شهر نیویورک، آمریکا است.
این تئاتر که در سال ۲۰۰۴ تأسیس شده متعلق به سازمان شوبرت بوده و دارای ۵ سالن نمایش است.